# Gorączka krwotoczna
Gorączka krwotoczna jest wspólną nazwą bardzo niejednorodnej grupy ostrych chorób zakaźnych o etiologii wirusowej, o wspólnych cechach klinicznych i epidemiologicznych pod postacią ostrego początku, wysokiej gorączki, z burzliwym przebiegiem klinicznym, dużą tendencją do zaburzeń krzepnięcia i następowych krwawień i krwotoków o różnym mechanizmie, oraz bardzo zróżnicowanym rokowaniu, występujących zwykle endemicznie, ale o potencjale wywołania epidemii czy nawet pandemii.

## Występowanie
Wirusy mogące spowodować gorączkę krwotoczną są spotykane na wszystkich kontynentach z wyjątkiem Antarktydy, jednak najbardziej rozpowszechnione są w Afryce, Ameryce Południowej i Azji Południowo-Wschodniej. W Europie Środkowej występują ogniska endemiczne zachorowań na choroby z tej grupy (Słowacja, Węgry, Bałkany, południowo-wschodnie rejony Polski -Gorączka krwotoczna z zespołem nerkowym), charakteryzują się jednak łagodnym, choć czasem burzliwym przebiegiem, a śmiertelne zachorowania są niezwykle rzadkie, zdarzają się też zachorowania  przywleczone z obszarów endemicznych, a ich przebieg jest typowy dla napotkanego wirusa, co oznaczać może poważne rokowanie i dodatkową trudność diagnostyczną wynikającą z nieznajomości danego obrazu klinicznego przez lekarzy poza obszarem endemii. 

## Drogi szerzenia, epidemiologia
Rezerwuarem wirusów odpowiedzialnych za gorączki krwotoczne są najczęściej zwierzęta (gryzonie, małpy), a zatem choroby te są zoonozami. Przenoszenie następuje na przykład przez ukąszenia kleszczy i komarów lub przez kontakt z odchodami zwierząt (między innymi w przypadku gorączki Lassa). Niektóre wirusy mogą być przenoszone między ludźmi drogą kropelkową bądź przez kontakt z krwią, odchodami, potem lub wymiocinami, jeśli stężenie wirusa w tych płynach jest wysokie (co bardzo często ma miejsce w przypadku ciężko chorych). Okres wylęgania większości chorób z tej grupy wynosi średnio około tygodnia, jednak może być bardzo różny nawet w przypadku jednej choroby, na przykład od 2 do 21 dni przy gorączce krwotocznej Ebola. Szczególnym problemem są zakażenia wewnątrzszpitalne, głównie na skutek złych warunków sanitarnych w rejonach podwyższonego ryzyka, oraz wysokiej zakaźności chorych w ciężkim stanie. Problemem jest w tym przypadku również fakt, że dokładna diagnostyka gorączek krwotocznych jest bardzo skomplikowana i trudno dostępna, a w rejonach w których występują one endemicznie, pojawia się również bardzo dużo chorób o podobnej symptomatyce (gorączka, krwawienia), dlatego właściwa diagnoza jest stawiana najczęściej po wykluczeniu innych przyczyn.

## Objawy i przebieg
Typowym dla gorączek krwotocznych jest ostry początek i gwałtowny przebieg, natomiast rokowanie zależy głównie od rodzaju i szczepu wirusa,  przebieg bywa łagodny i samoograniczający się, ale też bardzo ciężko, bądź stanowi wręcz zagrożenie życia.
Oprócz wysokiej gorączki (> 38,5 °C), do typowych objawów należą zaburzenia pracy wątroby i nerek, obrzęki, krwotoki wewnętrzne oraz występowanie licznych podbiegnięć krwawych wskutek wzrostu przepuszczalności ścian naczyń włosowatych (capillary leak). Ponadto stwierdza się również krew w stolcu oraz hematurię. W cięższych przypadkach dochodzi również do wstrząsu, niewydolności krążenia oraz porażeń. Pojawienie się objawów neurologicznych jak i szczególnie wysoka tendencja do krwawień pogarszają ogólne rokowanie, w takich przypadkach często należy się liczyć z trwałymi uszkodzeniami, na przykład utratą słuchu.

## Leczenie i profilaktyka
Dla żadnej z gorączek krwotocznych nie opracowano jak dotąd skutecznej i specyficznej terapii, do leków mających jak dotąd najszersze i najbardziej obiecujące zastosowanie należy rybawiryna. Poza tym, leczenie polega na zwalczaniu objawów i leczeniu podtrzymującym (np. hemodializy, respioratoroterapia, ECMO itd). Przeciwko żółtej febrze istnieje szczepionka, przeciwko argentyńskiej gorączce krwotocznej dopuszczona jest tylko w Argentynie, nad wieloma z pozostałych szczepionek prowadzone są badania. Najskuteczniejszą jak dotąd metodą walki z gorączkami krwotocznymi jest unikanie ukąszeń owadów, przestrzeganie zasad higieny w rejonach gdzie schorzenia te występują endemicznie oraz kwarantanna osób, w stosunku do których istnieje podejrzenie ekspozycji.

## Klasyfikacja
Ze względu na przynależność wirusów do poszczególnych rodzin.
Rodzina Flaviviridae
- Żółta febra
- Gorączka Denga
- Omska gorączka krwotoczna
- Choroba lasu Kyasanur
- Gorączka Zachodniego Nilu

Rodzina Bunyaviridae
- Gorączka doliny Rift
- Gorączka Krym-Kongo
- Gorączka krwotoczna z zespołem nerkowym – Gorączka krwotoczna Hanta, nefropatia epidemiczna, "nerka okopowa"

Rodzina Togaviridae
- Gorączka Chikungunya

Rodzina Arenaviridae
- Gorączka Lassa
- Argentyńska gorączka krwotoczna
- Boliwijska gorączka krwotoczna
- Wenezuelska gorączka krwotoczna
- Brazylijska gorączka krwotoczna

Rodzina Filoviridae
- Gorączka krwotoczna Ebola
- Gorączka Marburg

Przeczytaj ostrzeżenie dotyczące informacji medycznych i pokrewnych zamieszczonych w Wikipedii.